# Jan-Krzysztof Duda
Jan-Krzysztof Duda (geboren 26 april 1998) is een Poolse grootmeester (schaken) (GM). Hij werd gezien als een wonderkind, hij behaalde in 2013 de grootmeestertitel toen hij 15 jaar en 21 dagen oud was. In 2018 won hij het Pools kampioenschap schaken. Zijn FIDE-rating is 2739, waarmee hij 22ste staat op de wereldranglijst.

## Schaakcarrière
Duda won het Jeugdwereldkampioenschap schaken bij de U10 in 2008. In 2012 won hij het Poolse kampioenschap U18 in Solina en het Europese kampioenschap U14 in Prague. Tevens werd hij gedeeld eerste met Jan Krejčí in het Olomouc Schaak Zomer Toernooi.
Duda behaalde de titel internationaal meester (IM) in 2012, en in 2013 behaalde hij de grootmeestertitel op zijn 15e. Dit maakte hem de op een na jongste grootmeester toentertijd. Hij is ook de op een na jongste Poolse grootmeester na Dariusz Świercz. In april 2013 won hij het First Saturday GM tournament in Budapest. In augustus van dat jaar nam hij deel aan de Wereldbeker schaken als genomineerde van de FIDE-president, in de eerste ronde werd hij uitgeschakeld door Vassily Ivanchuk.
In augustus 2014 speelde Duda voor het Poolse nationale team tijdens de 41e Schaakolympiade in Tromsø, Noorwegen, waar hij 8½ pt. uit 11 scoorde aan het derde bord. 
In december 2014 won Duda het Europese Rapid Kampioenschap en werd hij tweede op het Europese Blitzkampioenschap beide waren georganiseerd in Wrocław te Polen.
In juli 2015 heeft Duda het Lake Sevan round-robin toernooi in Martuni, Armenië gewonnen. In september van datzelfde jaar werd hij gedeeld eerste met Michail Antipov op het Jeugdwereldkampioenschap in Khanty-Mansiysk te Rusland en kreeg een zilveren medaille na tiebreaks.
In mei 2018 won Duda het Poolse nationale kampioenschap met een score van 6½ pt. uit 9 (+4–0=5) met een punt voorsprong op nummer twee Kacper Piorun. Hij won van Piorun, Radosław Wojtaszek, Daniel Sadzikowski en Aleksander Miśta. In juli 2018 werd hij de hoogst gerangschikte Poolse schaker en de sterkste jeugdspeler voor Wojtaszek en Wei Yi. 
Duda nam in juli 2018 deel aan het 46ste Dortmund Sparkassen Chess Meeting, waar hij vierde werd met een score van 4 pt. uit 7 (+2–1=4).
Tijdens de Schaakolympiade in 2018 in Batoemi, Georgië versloeg hij Vassily Ivanchuk en speelde hij gelijk tegen Levon Aronian, Viswanathan Anand, Fabiano Caruana, Shakhriyar Mamedyarov en Sergej Karjakin waardoor Polen vierde werd.